# パウル・ビーヘル
パウル・ビーヘル（Paul Biegel、1925年3月25日 - 2006年10月21日）は、オランダの児童文学者。ブッサム生まれ。児童文学界において最も評価が高く人気を博した作家だった。雑誌の編集者から作家に転じ、数々の賞を受けた。ビーヘルの物語は世界20カ国以上で翻訳・出版されている。また、作中に全編を通したひとつの物語と、その中に時間や空間が異なる物語が含まれつつ進行する枠物語の形式を多く用いたことでも知られている。

## 代表作
- 『小さな船長の大ぼうけん』- The Little Captain (De Kleine Kapitein)上野瞭 訳、あかね書房、1979.7、ISBN 4-25-106222-1
- 『小さな船長と七つの塔』上野瞭 訳、あかね書房、1980.2、ISBN 4-25-106223-X
- 『たのしいゾウの大パーティー』 - The Elephant Party (Het olifantenfeest) 大塚勇三 訳、早川書房、1980.6、ISBN 4-00-115969-4
- 『赤姫さまの冒険』(De Rode Prinses) 野坂悦子 訳、徳間書店、1996.9、ISBN 978-4198605773
- 『夜物語』(Nachtverhaal) 野坂悦子 訳、徳間書店 、1998.4、ISBN 978-4198608446
- 『ドールの庭』（ハリネズミの本箱） - The Gardens of Dorr (De Tuinen van Dorr) 野坂悦子 訳、早川書房 、2005.4、ISBN 978-4152500311
- 『ネジマキ草と銅の城』 -  (Het Sleutelkruid) 野坂悦子 訳、福音館書店、2012.1、ISBN 978-4834024876

- 『おくびょうなムクドリ』 大塚勇三 訳、PHP研究所『おはなしのおもちゃ箱[1]』2003.8、ISBN 4-569-63012-X に収録
- 『紙の宮殿』 大塚勇三 訳、PHP研究所『おはなしのおもちゃ箱[2]』2003.8、ISBN 4-569-63013-8 に収録

## 受賞歴
- 今年の児童書賞　Beste kinderboek van 1965 (CPNB best children’s book of the year) (1965年）[1]
- 青少年文学のための国家賞 Staatsprijs voor kinder- en jeugdliteratuur voor het gehele oeuvre (State price for complete works) (1973年）[1]
- ワウテルチェ・ピーテルセ賞 Woutertje Pieterse-prijs (Woutertje Pieterse Price) （1991年、2000年）[1]
- 金の石筆賞 Gouden Griffel (Golden Slate Pencil Award)（1972年、1993年）[1]
- 銀の石筆賞 Zilveren Griffel (Silver Slate Pencil Award) (1972年、1974年、1982年、1988年）[1]